# Carmen Martín Gaite
Carmen Martín Gaite (ur. 8 grudnia 1925 w Salamance, zm. 23 lipca 2000 w Madrycie) – hiszpańska pisarka i jedna z wybitniejszych postaci literatury hiszpańskiej XX wieku. Specjalizowała się nie tylko w prozie, ale pisała także eseje, artykuły, tłumaczenia, poezję, sztuki teatralne oraz scenariusze filmowe. Za swoje utwory oraz za całokształt twórczości otrzymała wiele znaczących w Hiszpanii nagród jak: Premio Nacional de Literatura, Premio Nadal czy Premio Príncipe de Asturias de las Letras.

## Biografia

### Dzieciństwo i młodość
Carmen Martín Gaite była drugą córką José Martína Lópeza y Marii Gaite Veloso, którzy pobrali się w 1923. Urodziła się 8 grudnia 1925 w budynku na placu Bandos w Salamance. Rodzice Carmen Martín Gaite poznali się w Salamance, gdzie José Martín López pracował jako notariusz, ale matka, María Gaite Veloso, pochodziła z prowincji Ourense i tam też, w miejscowości San Lorenzo de Piñor (Barbadás) rodzina Carmen Martín miała zwyczaj spędzać wakacje. Liczne podróże do Galicji wywołały u pisarki zainteresowanie tamtejszą kulturą, które widoczne jest między innymi w dziełach Las ataduras y Retahílas.
Do dziesiątego roku życia Carmen Martín Gaite nie uczęszczała do szkoły, pobierała natomiast lekcje prywatne od nauczycieli i od swojego ojca, który interesował się historią i literaturą.
Wybuch hiszpańskiej wojny domowej w 1936 r. uniemożliwił wyjazd Martín Gaite do Madrytu oraz sprawił, że rozpoczęła swoją edukację w jednej z żeńskich szkół średnich w Salamance, której atmosferę oddała w utworze Entre visillos. W tym właśnie liceum poznała swoich nauczycieli oraz późniejszych członków Hiszpańskiej Akademii Królewskiej: Rafaela Lapesę oraz Salvadora Fernándeza Ramíreza, którym zawdzięczała swoje powołanie i pasję do literatury.

### Uniwersytet
19 października 1943 r. Carmen Martín Gaite rozpoczęła studia na Wydziale Filozofii i Literatury na Uniwersytecie w Salamance, gdzie miała możliwość opublikowania swoich pierwszych wierszy i opowiadań w czasopiśmie Trabajos y días. Jej pierwsze utwory były podpisane przydomkiem: „Carmiña”, ponieważ właśnie tak zwracano się do niej w domu rodzinnym. W trakcie studiów licencjackich grała w wielu sztukach teatralnych oraz spotkała ważne w jej życiu osoby, takie jak Agustín García Calvo czy José Ignacio Aldecoa Isasi, którzy wywarli wpływ na jej twórczość literacką. Również jej wykładowcy, między innymi: César Real de la Riva, Manuel García Blanco y Alonso Zamora Vicente odegrali znaczącą rolę w początkach twórczości autorki.
W trakcie studiów otrzymała stypendia naukowe, które zrealizowała w dwóch europejskich miastach: pierwsze stypendium w 1946 r. na Uniwersytecie w Coimbrze, a drugie w 1948 na Uniwersytecie w Cannes. W trakcie pierwszego stypendium Carmen Martín Gaite pogłębiała wiadomości na temat kultury galicyjsko-portugalskiej, która od zawsze wzbudzała w niej ciekawość. Następnie, w 1948, po zakończeniu studiów licencjackich w dziedzinie filologii romańskiej, wyjechała na stypendium naukowe do Międzynarodowego Uniwersytetu w Cannes, gdzie miała możliwość pogłębiania wiedzy z zakresu języka francuskiego oraz współczesnej literatury francuskiej. Po powrocie z Francji, w 1948 r., Carmen Martín Gaite przeprowadziła się do Madrytu, gdzie rozpoczęła studia doktoranckie. Tematem jej doktoratu, którego jednak wówczas nie ukończyła, były XIII-wieczne liryczne śpiewniki galicyjsko-portugalskie.
W Madrycie, dzięki spotkaniu z Ignaciem Aldecoa, Carmen Martín Gaite została wprowadzona w koło literackie, w skład którego wchodzili pisarze z Pokolenia roku 50. (Generación del 50) między innymi: Medardo Fraile, Alfonso Sastre, Rafael Sánchez Ferlosio czy Carlos Edmundo de Ory.

### Życie w Madrycie i kariera literacka
Mieszkała w dzielnicy Retiro. Publikowała opowiadania i artykuły w czasopismach. Pracowała również przy tworzeniu słownika  Hiszpańskiej Akademii Królewskiej oraz jako nauczycielka w szkole żeńskiej, a także jako pracownica kancelarii notarialnej.
W maju 1949 zachorowała na tyfus i z tego powodu nie mogła zdać egzaminów z pierwszego semestru studiów doktoranckich. Swoje odczucia w trakcie choroby autorka opisała w opowiadaniu El libro de la fiebre.
W 1950 r. zaczęła się spotykać z dwa lata młodszym pisarzem Rafaelem Sánchezem Ferlosio, którego poznała po przyjeździe do Madrytu, i w 1953 wzięła z nim ślub. Po weselu nowożeńcy wyjechali na kilkumiesięczną podróż poślubną do Włoch, gdzie Carmen Martín Gaite miała możliwość zgłębiać wiedzę na temat współczesnej literatury włoskiej. Małżeństwo było razem przez siedemnaście lat i doczekało się dwójki dzieci. W 1954 urodził się jej pierwszy syn, Miguel, który zmarł na skutek zapalenia opon mózgowo-rdzeniowych po siedmiu miesiącach życia. W 1956 urodziła się jej córka Marta.
W 1953 pisarka zaczęła współpracować z czasopismem literackim Revista Española, gdzie od roku 1953 pojawiały się zarówno utwory samej Carmen Martín Gaite jak i innych pisarzy z Pokolenia roku 50-tego. W czasopiśmie ukazały się między innymi dwa opowiadania autorstwa Jesúsa Fernándeza Santosa y Carmen Martín Gaite zatytułowane: Cabeza rapada y Un día de libertad. W tym czasie praca nad doktoratem została porzucona na rzecz kariery literackiej.
W 1954 opublikowała pierwszą książkę, El balneario, złożoną z dziesięciu opowiadań, za którą otrzymała nagrodę literacką Premio Café Gijón. Następnie, w 1957 wydała pierwszą powieść, Entre visillos, za którą, w tym samym roku,  została uhonorowana nagrodą Premio Nadal. W 1960 powstało opowiadanie Las ataduras. Z kolei druga powieść Carmen Martín Gaite zatytułowana Ritmo lento stała się finalistą w nagrodzie literackiej Premio Biblioteca Breve w 1963. W 1965 pisarka rozpoczęła pracę nad powieścią Retahílas, która została opublikowana w 1974. Od 1965 do 1974 autorka odeszła od beletrystyki i rozpoczęła pracę nad artykułami oraz esejami. Interesowała ją w tym czasie szczególnie historia i literatura hiszpańska XVIII wieku. W 1970 opublikowała książkę opisującą postać Melchora Rafaela de Macanaz pod tytułem El proceso de Macanaz: historia de un empapelamiento. W 1972 Carmen Martín Gaite obroniła swój doktorat pod kierunkiem profesora Zamory Vincente na Uniwersytecie Madryckim,  zatytułowany Lenguaje y estilo amorosos en los textos del siglo XVIII español. W 1973 doktorat ten został wydany jako esej pod tytułem Usos amorosos del dieciocho en España.
W 1970 Rafael Sánchez Ferlosio rozwiódł się z Carmen Martín Gaite i opuścił ich wspólny dom. Po rozstaniu Martín Gaite opublikowała kolejno w 1974 i 1976 dwie powieści: Retahílas y Fragmentos de interior, które poruszały temat relacji międzyludzkich, często skomplikowanych, rozstań i upływu czasu.
Od 1970 pisarka mieszkała ze swoją córką Martą Sánchez Martín, z którą utrzymywała bardzo bliski kontakt. To właśnie córce dedykowała wiele swoich utworów, między innymi: Retahílas, El castillo de las tres murallas, La Reina de las Nieves y Nubosidad variable. W dziełach Carmen Martín Gaite jej córka była obecna jako adresatka paratekstu. W 1985 Marta Sánchez Martín zmarła w wieku dwudziestu dziewięciu lat.
W 1978 powstała kolejna powieść, El cuarto de atrás, w której Carmen Martín Gaite opisała swoje wspomnienia z młodości. W tym samym roku powieść uzyskała nagrodę Premio Nacional de Narrativa, czyniąc z autorki pierwszą kobietę uhonorowaną tą nagrodą.  W 1994 została ponownie nagrodzona Premio Nacional de las Letras Españolas za całokształt twórczości.
Carmen Martín Gaite pisała również literaturę młodzieżową, którą reprezentują opowiadania: El castillo de las tres murallas z 1981 czy El pastel del diablo z 1985 oraz powieść Caperucita en Manhattan (Kapturek na Manhattanie) z 1990.
W 1988 r. Carmen Martín Gaite otrzymała Nagrodę Księcia Asturii za twórczość literacką. Poza beletrystyką, specjalizowała się też w krytyce literackiej, prezentując swoje prace w licznych gazetach i czasopismach, na przykład: Diario 16, Cuadernos hispanoamericanos, Revista de Occidente, El País, El Independiente czy ABC. Opracowywała także scenariusze do seriali emitowanych w hiszpańskiej telewizji publicznej (Televisión Española), takich jak: Santa Teresa de Jesús z 1982 czy serial dla dzieci Celia z 1989. Ponadto pracowała jako tłumaczka takich autorów jak Primo Levi, Virginia Woolf czy Natalia Ginzburg i przetłumaczyła między innymi: Panią Bovary, Wichrowe Wzgórza czy Dziwne losy Jane Eyre.
Pod koniec lat 90. opublikowała dwie powieści, które okazały się bardzo dobrze ocenione przez krytyków i czytelników, a mianowicie: Lo raro es vivir w 1997 oraz Irse de casa w 1998.
W 2000 r. u 74-letniej Carmen Martín Gaite zdiagnozowano raka i z tego też powodu pisarka zmarła dnia 23 lipca 2000 roku. Została pochowana w miejscowości El Boalo, gdzie miała dom rodzinny.
W 2016 siostra Carmen, Ana María Martín Gaite, zainicjowała nagrodę imienia  zmarłej siostry: Premio de Narrativa Carmen Martín Gaite. Ana María stworzyła również w miejscu rodzinnego domu w El Boalo Centrum Badawcze Carmen Martín Gaite, w którym znajdują się archiwum, meble oraz rzeczy, które Carmen posiadała w Madrycie.

## Utwory

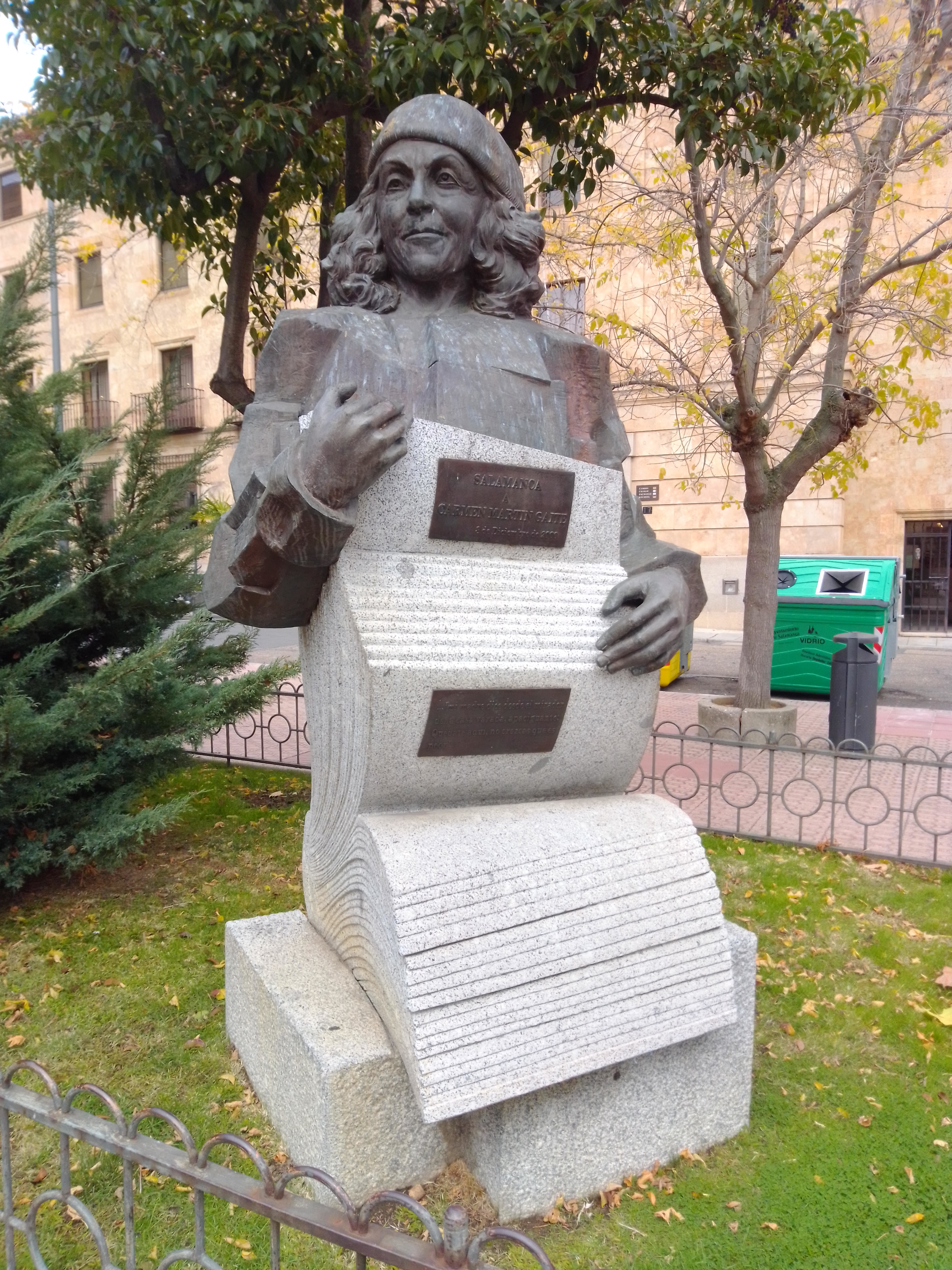
Pomnik Carmen Martín Gaite, rzeźba Narcisy Vicente, na Plaza de los Bandos w Salamance.

### Proza
- El balneario (1955)
- Entre visillos (1957)
- Las ataduras (1959)
- Ritmo lento (1963)
- Retahílas (1974)
- Fragmentos de interior (1976)
- El cuarto de atrás (1978)
- Cuentos completos (1978, 1994 i 2005)
- El castillo de las tres murallas (1981)
- El pastel del diablo (1985)
- Dos relatos fantásticos (1986)
- Sibyl Vane (1989)
- Caperucita en Manhattan (Kapturek na Manhattanie, 1990)
- Nubosidad variable (1992)
- Dos cuentos maravillosos (El castillo de las tres murallas i El pastel del diablo) (1992)
- La reina de las Nieves (1994)
- Lo raro es vivir (1997)
- Irse de casa (1998)
- Los parentescos (2000)
- El libro de la fiebre (2007 – wydane po śmierci, napisane w 1949)

### Esej
- El proceso de Macanaz: historia de un empapelamiento (1970)
- Usos amorosos del dieciocho en España (1973)
- El conde de Guadalhorce, su época y su labor (1976)
- Usos amorosos de la Postguerra española (1987)
- El cuento de nunca acabar (notas sobre la narración, el amor y la mentira) (1983)
- Desde la ventana: enfoque femenino de la literatura española (1987)
- Vida cotidiana en tiempos de Goya (1996)

### Inne gatunki
- A rachas (1973), poezja
- La búsqueda de interlocutor y otras búsquedas (1974), artykuły
- Todo es un cuento roto en Nueva York (1986), poezja
- Agua pasada (Artículos, prólogos y discursos) (1993)
- Después de todo. Poesía a rachas, antologia (1993)
- Esperando el porvenir. Homenaje a Ignacio Aldecoa (1994), wykłady
- La hermana pequeña (1999), teatr
- Poemas (2001), poezja
- Cuadernos de todo (2002), dzienniki
- Coto cerrado de mi memoria, wydane przez Charo Ruano (2002), pamiętniki
- Pido la palabra (2002), wykłady
- Visión de Nueva York (2005), dziennik
- Tirando del hilo: (artículos 1949-2000), (2006), artykuły
- El libro de la fiebre (2007).

## Nagrody
- Premio Café Gijón w 1954 za powieść El balneario.
- Premio Nadal w 1957 za powieść Entre visillos.
- Premio Nacional de Literatura en la modalidad de Narrativa w 1978 za powieść El cuarto de atrás.
- Premio Anagrama de Ensayo w 1987 za esej Usos amorosos de la postguerra española.
- Premio Príncipe de Asturias de las Letras w 1988.
- Premio Mujeres Progresistas w 1990
- Premio Castilla y León de las Letras w 1991.
- Premio Nacional de las Letras Españolas w 1994.
- Złoty medal od Círculo de Bellas Artes w 1997.